# Plantago psyllium
La zaragatona (Plantago psyllium), es una especie herbácea natural de la zona occidental del Mediterráneo, sobre todo España y Marruecos, también se la halla en el sur de Asia.

## Etimología
El nombre genérico de esta planta deriva de "planta" que en latín significa "pie" y del verbo "ago", que significa parecido, es decir, parecido a un pie por el parecido de las hojas con la planta del pie.

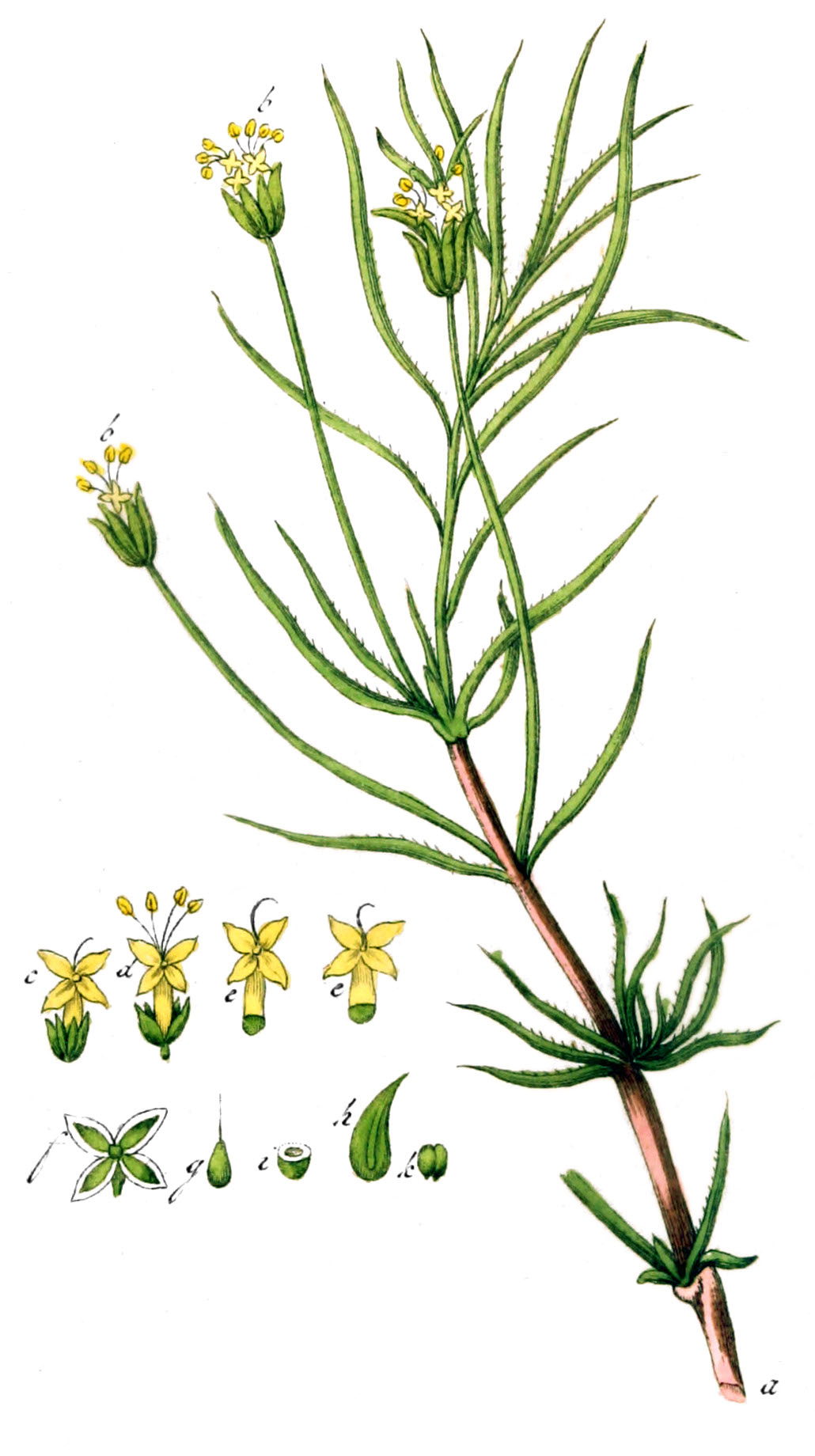
Plantago cynops

## Características
Es una planta herbácea caducifolia con el tallo erecto y ramificado. Las hojas son alargadas, estrechas, opuestas o verticiladas de tres en tres. Las flores, de color blanco o blancuzco, se producen en densas espigas. Cáliz con 4 sépalos y corola tubular con 4 pétalos. Las semillas son pixidios con dos granos ovoides color marrón.

## Ecología
Se encuentra en tierras de cultivo, junto a las carreteras, en lugares pisoteados, en campos ricos en abonos orgánicos o granjas.

## Propiedades

### Principios activos
Las semillas contienen mucílagos (12% -15%), formados fundamentalmente por xylosa, ácido galacturónico, arabinosa y ramnosa, que dan la propiedad laxante, pero a diferencias de otras especies de Plantago, estas no contienen almidón; también tiene trazas de alcaloides como son la plantagonina, la indicaína, la colina, la noscapina y la indicamina; encontramos fitosteroles como el beta-sitosterol, campestrol, estigmasterol; también oligoelementos, sales de potasio, aceite insaturada (5 a 10%), proteínas (15-18%) y un glicósido iridoide la aucubina al que se le atribuyen unas propiedades protectoras para el hígado.

### Atributos medicinales
- Contiene mucílagos que en contacto con el agua aumenta su volumen hasta cuatro veces, por lo que es un excelente laxante mecánico que actúa como lubricante que permite el deslizamiento de la materia fecal.
- Recomendado en caso de falta de peristaltismo intestinal.
- Por vía externa en forma de compresas para tratar reumatismo, quemaduras y úlceras.[1]
- Puede bajar el colesterol total y LDL gracias a su contenido en psyllium.[2]

## Taxonomía
Plantago psyllium fue descrita por Carlos Linneo y publicado en Species Plantarum, Editio Secunda 167. 1762.
Etimología
Plantago: nombre genérico que deriva de  plantago = muy principalmente, nombre de varias especies del género Plantago L. (Plantaginaceae) –relacionado con la palabra latina planta, -ae f. = "planta del pie"; por la forma de las hojas, según dicen–. Así, Ambrosini (1666) nos cuenta: “Es llamada Plantago por los autores latinos, vocablo que toman de la planta del pie (a causa de la anchura de sus hojas, las que recuerdan la planta del pie; y asimismo porque las hojas tienen líneas como hechas con arado, semejantes a las que vemos en la planta del pie)”
psyllium: epíteto latíno 
Citología
Números cromosomáticos de Plantago afra (Fam. Plantaginaceae) y táxones infraespecíficos: n=6 2n=12
Sinonimia
- Plantago afra subsp. stricta (Schousb.) Zangh.
- Plantago afra L.
- Plantago cynops L.
- Plantago parviflora Desf.
- Plantago stricta Schousb.
- Psyllium afrum
- Psyllium squalidum (Salisb.) Soják[6]

## Nombres comunes
- Castellano: bazara-catona, bazar-catona, hierba de las calenturas, hierba de las pulgas, hierba pulguera, jopicos, llantén de perro, llantén-zaragatona, pomos, psileo, psilio, zaracatona, zaragatona, zargatona.[6]